# José de Sá Bezerra Cavalcanti
José de Sá Bezerra Cavalcanti (Pesqueira, 29 de setembro de 1892 – Recife, 5 de agosto de 1976) foi um jornalista e político brasileiro.
Filho de Sebastião José Bezerra Cavalcanti e Olindina de Sá Bezerra Cavalcanti, casou com Maria Angelita Furtado de Sá. Foi eleito senador por Pernambuco nas eleições gerais no Brasil em 1935.
Estudou humanidades no Ginásio de Pernambuco e no Instituto Pernambuco. Sua carreira profissional como jornalista inicia em 1910, trabalhando em A Pioneira. Seguindo em outros jornais pelos anos seguintes, ele funda o Diário da Manhã, em Recife (PE), com a ajuda de Carlos de Lima Cavalcanti. Usa seu jornal para promover a campanha da Aliança Liberal (1929 - 1930) contra a candidatura de Júlio Prestes à presidência, e também apoiar a Revolução de 1930 com o intuito de depor o então presidente, Washington Luis, que resultou no empossamento de Getúlio Vargas como presidente do Brasil. O Diário da Manhã continua nos seguintes como um aliado a Getúlio Vargas em Recife, e o apoia durante a Revolução de 1932.
Em 1933, se elege deputado à Assembléia Nacional Constituinte por Pernambuco, pelo Partido Social Democrático (PSD).
Em 1935, é eleito senador por Pernambuco através dos deputados constituintes estaduais, tendo exercido o mandato até novembro de 1937, quando os órgãos legislativos foram supridos pela implantação do Estado Novo.
Exerceu funções relacionadas ao Ministério do Trabalho, Indústria e Educação durante o Estado Novo. Se tornou membro do Conselho Nacional do trabalho, em 1940 e de 1943 a 1945 participou como representante do Ministério do Trabalho e das instituições de previdência social.
Integrou de 1946 a 1959 o Conselho Superior da Previdência Social.
Faleceu no dia 5 de agosto de 1976, em Recife.